# Éric Chelle
Pour les articles homonymes, voir Chelle.
Éric Sékou Chelle, né le 11 novembre 1977 à Abidjan (Côte d'Ivoire), est un footballeur international malien jouant au poste de défenseur, reconverti par la suite entraîneur de football.
Il est l'actuel sélectionneur de l'équipe nationale de football du Nigeria.

## Carrière

### En club
Éric Chelle est né le 11 novembre 1977 à Abidjan, d'un père français et d'une mère malienne.
Éric Chelle a été formé durant trois années à l'AC Arles, pensionnaire du Championnat de France Amateurs.
En 1998, Éric Chelle part pour le National et Martigues. Après cinq saisons au club, ponctuées par un  passage de deux ans en Division 2, la signature de son premier contrat professionnel à l'été 2001, puis par la relégation en 2002 en National et en CFA la saison suivante, Chelle rejoint le Nord et Valenciennes.
Sous la direction de Daniel Leclercq, le Malien connait deux montées successives. Après ces temps forts, Valenciennes et Chelle se stabilisent en Ligue 1. Important dans l'arrière garde valenciennoise, Chelle devient l'un des symboles du renouveau du club, aux yeux des dirigeants et des supporters.
Le 12 juin 2008, alors qu'il est en contact avec le RC Lens, il signe pour trois ans au club, dans l'optique de remplacer Vitorino Hilton et Adama Coulibaly. Habitué de l'antichambre de l'élite française et des remontées, Éric Chelle retrouve à Lens son ancien entraîneur. Lors des matches de préparation, le Malien porte le brassard de capitaine, qu'il apprécie tout particulièrement.
Après trois saisons au RC Lens, il résilie son contrat à l'amiable avec le club nordiste et s'engage avec le FC Istres.

### En tant qu'entraîneur
Il commence sa carrière d'entraîneur à Marseille Consolat après le départ de Nicolas Usaï en septembre 2016. Après une saison, il s'engage avec le FC Martigues (National 2) où il va rester trois saisons, dont deux contrariées par la pandémie de Covid-19.
Le 10 mai 2021, son départ est annoncé par son club pour "un nouveau challenge".
Le 21 mai 2021, il s'engage avec l'US Boulogne CO. Le 11 décembre, alors que le club est avant-dernier de National, l'USBCO annonce via un communiqué mettre fin à la collaboration avec Éric Chelle.
Le 7 mai 2022, il est nommé sélectionneur du Mali.
Il dispute sa première compétition majeure avec les Aigles du Mali lors de la Coupe d'Afrique des Nations 2023, qui se déroule en Côte d'Ivoire. L'équipe échoue en quart de finale contre le pays hôte.
Le 13 juin 2024, la Fédération malienne annonce la fin de sa collaboration avec Éric Chelle. 
Le 9 octobre 2024, il devient l'entraîneur du MC Oran en Ligue 1 Pro algérienne.
Le 7 janvier 2025, Chelle a été annoncé par la Fédération du Nigeria de football comme l'entraîneur principal de l'équipe nationale de football du Nigeria.

## Palmarès
- Champion de National : 2004-2005 (Valenciennes FC)
- Champion de Ligue 2 : 2005-2006 (Valenciennes FC) et 2008-2009 (RC Lens)

## Statistiques
| Saison                | Club                  | Championnat           | Championnat | Championnat | Coupe nationale | Coupe nationale | Coupe de la Ligue | Coupe de la Ligue | Total | Total |
| Saison                | Club                  | Division              | M.          | B.          | M.              | B.              | M.                | B.                | M.    | B.    |
| 1998-1999             | FC Martigues          | National              | 12          | 1           | 2               | 0               | -                 | -                 | 14    | 1     |
| 1999-2000             | FC Martigues          | National              | 9           | 0           | -               | -               | -                 | -                 | 9     | 0     |
| 2000-2001             | FC Martigues          | Division 2            | 7           | 0           | -               | -               | -                 | -                 | 7     | 0     |
| 2001-2002             | FC Martigues          | Division 2            | 23          | 0           | 1               | 0               | -                 | -                 | 24    | 0     |
| 2002-2003             | FC Martigues          | National              | 23          | 0           | 4               | 0               | 2                 | 0                 | 29    | 0     |
| 2003-2004             | Valenciennes FC       | National              | 29          | 0           | 3               | 1               | -                 | -                 | 32    | 1     |
| 2004-2005             | Valenciennes FC       | National              | 32          | 3           | -               | -               | -                 | -                 | 32    | 3     |
| 2005-2006             | Valenciennes FC       | Ligue 2               | 32          | 2           | 1               | 0               | 1                 | 0                 | 34    | 2     |
| 2006-2007             | Valenciennes FC       | Ligue 1               | 28          | 2           | 2               | 0               | 1                 | 0                 | 31    | 2     |
| 2007-2008             | Valenciennes FC       | Ligue 1               | 21          | 3           | -               | -               | 1                 | 0                 | 22    | 3     |
| 2008-2009             | RC Lens               | Ligue 2               | 34          | 0           | -               | -               | 1                 | 0                 | 35    | 0     |
| 2009-2010             | RC Lens               | Ligue 1               | 31          | 0           | 4               | 0               | 1                 | 0                 | 36    | 0     |
| 2010-2011             | RC Lens               | Ligue 1               | 16          | 0           | -               | -               | -                 | -                 | 16    | 0     |
| 2011-2012             | FC Istres             | Ligue 2               | 35          | 0           | 3               | 0               | 2                 | 0                 | 40    | 0     |
| 2012-2013             | FC Istres             | Ligue 2               | 25          | 1           | 1               | 0               | -                 | -                 | 26    | 1     |
| 2013-2014             | Chamois niortais      | Ligue 2               | 17          | 0           | 2               | 0               | -                 | -                 | 19    | 0     |
| Total sur la carrière | Total sur la carrière | Total sur la carrière | 374         | 12          | 23              | 1               | 9                 | 0                 | 406   | 13    |

### Carrière internationale
Né à Abidjan, en Côte d'Ivoire, Éric Chelle choisit finalement la sélection malienne.
Le tableau suivant liste les rencontres de l'équipe du Mali dans lesquelles Éric Chelle a été sélectionné depuis le 12 février 2003 jusqu'au 14 novembre 2006.